# Liste des chefs d'État abkhazes
Cet article liste les chefs d’État de la république d'Abkhazie, État autoproclamé et majoritairement non reconnu.

## Liste

### Chefs d’État non présidentiels
Chefs d'État antérieurs à la création du poste de président de la République :
| # | Chef d’État             | Position                    | Début du mandat  | Fin du mandat    | Parti politique                  |
| - | ----------------------- | --------------------------- | ---------------- | ---------------- | -------------------------------- |
| 1 | Valerian Kobakhiya (ru) | Président du Soviet suprême | 25 août 1990     | 24 décembre 1990 | Parti communiste d'Abkhazie (ka) |
| 2 | Vladislav Ardzinba      | Président du Soviet suprême | 24 décembre 1990 | 23 juillet 1992  | Parti communiste d'Abkhazie      |
| 3 | Vladislav Ardzinba      | Président du Parlement      | 23 juillet 1992  | 26 novembre 1994 | Indépendant                      |

### Présidents d'Abkhazie
| N° | Portrait | Président          | Élections | Mandat            | Mandat                       | Parti politique                                 | Vice-président                                                             |
| N° | Portrait | Président          | Élections | Début             | Fin                          | Parti politique                                 | Vice-président                                                             |
| -- | -------- | ------------------ | --------- | ----------------- | ---------------------------- | ----------------------------------------------- | -------------------------------------------------------------------------- |
| 1  |          | Vladislav Ardzinba | 1994 1999 | 26 novembre 1994  | 12 février 2005              | Indépendant                                     | Valery Archba (ru)                                                         |
| 2  |          | Sergueï Bagapch    | 2005 2009 | 12 février 2005   | 29 mai 2011 (décès)          | Abkhazie unie (en)                              | Raul Khadjimba (2005–2009) Vacant (2009-2010) Alexandre Ankvab (2010–2011) |
| -  |          | Alexandre Ankvab   | intérim   | 29 mai 2011       | 26 septembre 2011            | Aitaira                                         | Vacant                                                                     |
| 3  |          | Alexandre Ankvab   | 2011      | 26 septembre 2011 | 31 mai 2014 (démission)      | Aitaira                                         | Mikhaïl Logoua (ru) (2011-2013) Vacant (2013-2014)                         |
| -  |          | Valeri Bganba      | Intérim   | 31 mai 2014       | 25 septembre 2014            | Indépendant                                     | Vacant                                                                     |
| 4  |          | Raul Khadjimba     | 2014 2019 | 25 septembre 2014 | 12 janvier 2020 (démission)  | Forum pour l'union nationale de l'Abkhazie (en) | Vitali Gabnia (ru) (2014-2019) Aslan Bartsits (ab) (2019-2020)             |
| -  |          | Valeri Bganba      | Intérim   | 13 janvier 2020   | 24 avril 2020                | Indépendant                                     | Vacant                                                                     |
| 5  |          | Aslan Bjania       | 2020      | 24 avril 2020     | 19 novembre 2024 (démission) | Indépendant                                     | Badra Gunba                                                                |
| 6  |          | Badra Gunba        | Intérim   | 19 novembre 2024  | 1er mars 2025                | Indépendant                                     | -                                                                          |
| -  |          | Badra Gunba        | 2025      | 1er mars 2025     | Actuel                       | Indépendant                                     | Beslan Bigvava                                                             |

## Sources
- (en) Cet article est partiellement ou en totalité issu de l’article de Wikipédia en anglais intitulé « President of Abkhazia » (voir la liste des auteurs).